# إدارة أداء الشبكة

## العوامل المؤثرة على أداء الشبكة
لسوء الحظ، ليس كل شبكة تشبه الأخرى. ولأن البيانات تُقسم إلى أجزاء مكونة (في الغالب إطارات معروفة، أو الرزم، أو شرائح) للانتقال، فيمكن أن تؤثر عدة عوامل على إيصالهم.
- كمون Lag: يمكن استغراق وقتا طويلا من أجل تسليم رزمة عبر شبكات متداخلة. وفي البروتوكولات الموثوق فيها وعندما يقر المتلقي بتسلم كل قطعة من البيانات، فمن الممكن قياس هذه العملية كوقت الذهاب والإياب.
- خسارة الرزم: في بعض الحالات، ستفقد الأجهزة الوسيطة في الشبكة بعض الرزم. قد يكون هذا بسبب أخطاء، أوالحمولة الزائدة للشبكة الوسيطة، أو تجاهل متعمد للحركة من أجل فرض مستوى خدمة معين.
- إعادة الإرسال: عندما يتم فقدان الحزم في شبكة موثوق بها، يتم إعادة إرسالهم. وهذا يؤدي إلى نوعين من التأخير: أولا، تأخير إعادة إرسال البيانات؛ وثانيا، التأخير الناجم عن الانتظار حتى يتم تلقي البيانات في الترتيب الصحيح قبل إحالتها إلى مكدس البروتوكول.
- الإنتاجية: غالبا ما يقاس مقدار ما يمكن أن تحمله حركة مرور شبكة ما كإنتاجية، بالكيلوبت في الثانية الواحدة. تتشابه الإنتاجية مع عدد الممرات على طريق سريع، في حين يتشابه الكمون مع سرعته القصوى.

هذه العوامل وغيرها (مثل أداء إشارة الشبكة على نهاية نقطة اللقاء، وضغط البيانات، والتعمية، والتزامن، وهلم جرا) كل ذلك يؤثر على الأداء الفعال للشبكة. في بعض الحالات، قد لا تعمل الشبكة على الإطلاق، وفي حالات أخرى، قد تكون بطيئة أو غير صالحة للاستعمال. ولأن التطبيقات تعمل على هذه الشبكات، فان أداء التطبيقات يعاني. تتوفر حلول ذكية عديدة لضمان حسن إدارة حركة المرور عبر الشبكة لتحسين الأداء لجميع المستخدمين. انظر Traffic-Shaping.

## قواعد إدارة الأداء
تتألف إدارة أداء الشبكة من القياس، والنمذجة، والتخطيط، وتحسين الشبكات للتأكد من أنها تحمل حركة المرور مع سرعة، وموثوقية، وقدرة مناسبة لطبيعة التطبيق وقيود التكلفة للمنظمة. تضمن التطبيقات المختلفة امتزاج مختلف من القدرات، والكمون، والموثوقية. على سبيل المثال :
- يمكن عدم الاعتماد على انسياب الفيديو أو الصوت (لحظات وجيزة من الثابت) ولكن يحتاج إلى كمون منخفض جدا بحيث لا تحدث تأخيرات
- نقل الملفات الضخمة أو البريد الإلكتروني يجب أن يكون موثوق به وذات سعة عالية، ولكن ليس من الضروري أن بكون فوري
- لا تستهلك المراسلة الفورية الكثير من عرض النطاق الترددي، ولكن ينبغي أن تكون سريعة وموثوق بها

## مهام وأدوات إدارة أداء الشبكة
ينفذ مديري الشبكة العديد من المهام؛ ومن ضمنهم قياس الأداء، والتحليل الشرعي، وتخطيط القدرة، واختبار التحميل أو توليد التحميل. كما انهم يعملون بشكل وثيق مع مطوري التطبيقات وأقسام تقنية المعلومات والذين يعتمدون عليهم لتوصيل خدمات الشبكة الأساسية.
- لقياس الأداء، يقيس المشغلون أداء شبكاتهم على مستويات مختلفة. وهم يستخدمون سواء مقاييس لكل منفذ (كمية حركة المرور في منفذ 80 التي تتدفق بين العميل والخادم وماهو الوقت الذي تم فيه) أو انهم يعتمدون على مقاييس المستخدم النهائي (سرعة تحميل صفحة الدخول عند بوب).
  - وتتجمع مقاييس كل منفذ باستخدام رصد يرتكز على التدفق وبروتوكولات مثل Netflow (والتي تعرف الآن باسم IPFIX) أو RMON.
  - وتتجمع مقاييس المستخدم النهائي من خلال سجلات الويب، أو الرصد الاصطناعي، أو رصد المستخدم الحقيقي. ومثال على ذلك؛ ART (وقت استجابة التطبيق) والتي توفر إحصائيات نهائية والتي تقييس جودة الخبرة.
- وبالنسبة للتحليل الشرعي، غالبا ما يعتمد المشغليين على Sniffers التي تكسر المعاملات بالبروتوكولات ويمكن تحديد المشاكل مثل إعادة الإرسال أو مفاوضات البروتوكول.
- ولتخطيط القدرة، أدوات النمذجة غير قيمة أمثال OPNET، و PacketTrap، ومحلل Scrutinizer NetFlow و sFlow، أو [[NetQos والتي تصور تأثير التطبيقات الجديدة أو الاستخدام المتزايد.
- لتوليد التحميل الذي يساعد على فهم نقطة الفصل، يستخدم المشغلون برمجيات أو أجهزة لتوليد حركة المرور النصية. وبعض مقدمي مضيفي الخدمة يقدمون أيضا خدمة دفع الاستحقاقات أولا بأول لتوليد حركة المرور للمواقع التي تواجه الجمهور.